# Geblätz
Das Geblätz, auch Gebletz, war die nach hessischer Mundart verwendete Bezeichnung für eine Mengeneinheit des Garnmaßes. Das Stückmaß ist benannt nach dem Geräusch des Haspelzählwerkes bei Erreichung der Anzahl von 60 Umdrehungen für die Bildung eines Gebindes von 60 Fäden. Den Schlag, der mit Blatz (mhd. schlagen) bezeichnet wurde, erzeugte die Feder an der Haspel.
- 1 Geblätz = 60 Faden
- 2 Geblätz = 120 Faden
- 20 Geblätz = 10 Gebinde = 1 Zaspel/Zahl[2]